# Krishna Kumari Kohli
Krishna Kumari Kohli (sindhi ڪرشن ڪماري ڪوهلي urdu کرشنا کماری کوہلی; nascuda l'1 de febrer de 1979), també coneguda pel sobrenom Kishoo Bai, és una política pakistanesa que ha estat el membre del Senat del Pakistan des de març de 2018. És la primera dona hindú dalit i la segona dona hindú a ocupar aquesta posició. És coneguda per les seves campanyes pels drets de les dones i contra la servitud per deutes.

## Primers anys i educació
Kohli va néixer l'1 de febrer de 1979 en una família pobre que procedia d'una vila a Nagarparkar. Quan era una nena i estudiant de tercer curs, ella i la seva família van estar captius durant tres anys en règim de servitud per deutes en una presó privada potser propietat d'un terratinent en districte d'Umerkot. Només van ser alliberats després d'una incursió policial a la terra del seu ocupador. Va rebre els seus primers estudis prime a Umerkot i després al districte de Mirpurkhas.
Es va casar als 16 anys en 1994 mentre estudiava novè curs. Va continuar la seva formació després de graduar-se el 2013 amb un màster en sociologia per la Universitat de Sindh.
En 2007 va assistir al tercer Camp d'Entrenament de Lideratge de Drets Humans Mehergarh a Islamabad on va estudiar govern del Pakistan, migració internacional, planificació estratègica i sobre les eines que podrien ser utilitzats per crear un canvi social.

## Carrera política
Kohli es va unir al Partit del Poble Pakistanès (PPP) com a activista social per fer campanya pels drets de les comunitats marginades de la zona del Thar. També fa campanyes per als drets de les dones, contra la servitud per deutes i contra l'assetjament sexual al lloc de treball. En 2018 va ser elegida al Senat del Pakistan a les eleccions al Senat pakistanès com a candidata del PPP en un escó reservat per a dones del Sindh. Va prendre el jurament de senadora el 12 de març de 2018. Esdevingué la primera dona hindú dalit i la segona dona hindú a ocupar aquest càrrec al Senat després de Ratna Bhagwandas Chawla.
En 2018 la BBC la va nominar per ser una de les 100 Women BBC.